# Liste der Einträge im National Register of Historic Places im Carlisle County

Lage des Carlisle County in Kentucky

Die Liste der Einträge im National Register of Historic Places im Carlisle County in Kentucky führt die Bauwerke und historischen Stätten im Carlisle County auf, die in das National Register of Historic Places aufgenommen wurden.
| [ 2 ] | Name                                                | Bild                                                | Eintragsdatum        | Lage                                     | Ort       | Beschreibung |
| ----- | --------------------------------------------------- | --------------------------------------------------- | -------------------- | ---------------------------------------- | --------- | ------------ |
| 1     | Illinois Central Railroad Station and Freight Depot | Illinois Central Railroad Station and Freight Depot | 1976 ID-Nr. 76000860 | Front Street 36° 52′ 21″ N, 89° 0′ 43″ W | Bardwell  |              |
| 2     | Marshall Site (15CE27)                              | Marshall Site (15CE27)                              | 1985 ID-Nr. 85002818 | Adresse nicht veröffentlicht             | Bardwell  |              |
| 3     | Neville-Patterson-Lamkin House                      |                                                     | 1976 ID-Nr. 76000859 | KY 80 36° 47′ 21″ N, 89° 0′ 40″ W        | Arlington |              |
| 4     | George W. Stone House                               |                                                     | 1994 ID-Nr. 94000223 | KY 80 36° 47′ 57″ N, 88° 53′ 48″ W       | Millburn  |              |
| 5     | Turk Site (15CE6)                                   | Turk Site (15CE6)                                   | 1985 ID-Nr. 85002822 | Adresse nicht veröffentlicht             | Bardwell  |              |